# 室住団地
室住団地（むろずみだんち）は、福岡県福岡市早良区の町名。室住団地は、現行の行政地名でもあり、また住宅団地の名称でもある。面積は220,790平方メートル (22.08 ha)。2023年2月末現在の人口は3,792人。郵便番号は814-0035。

## 地理

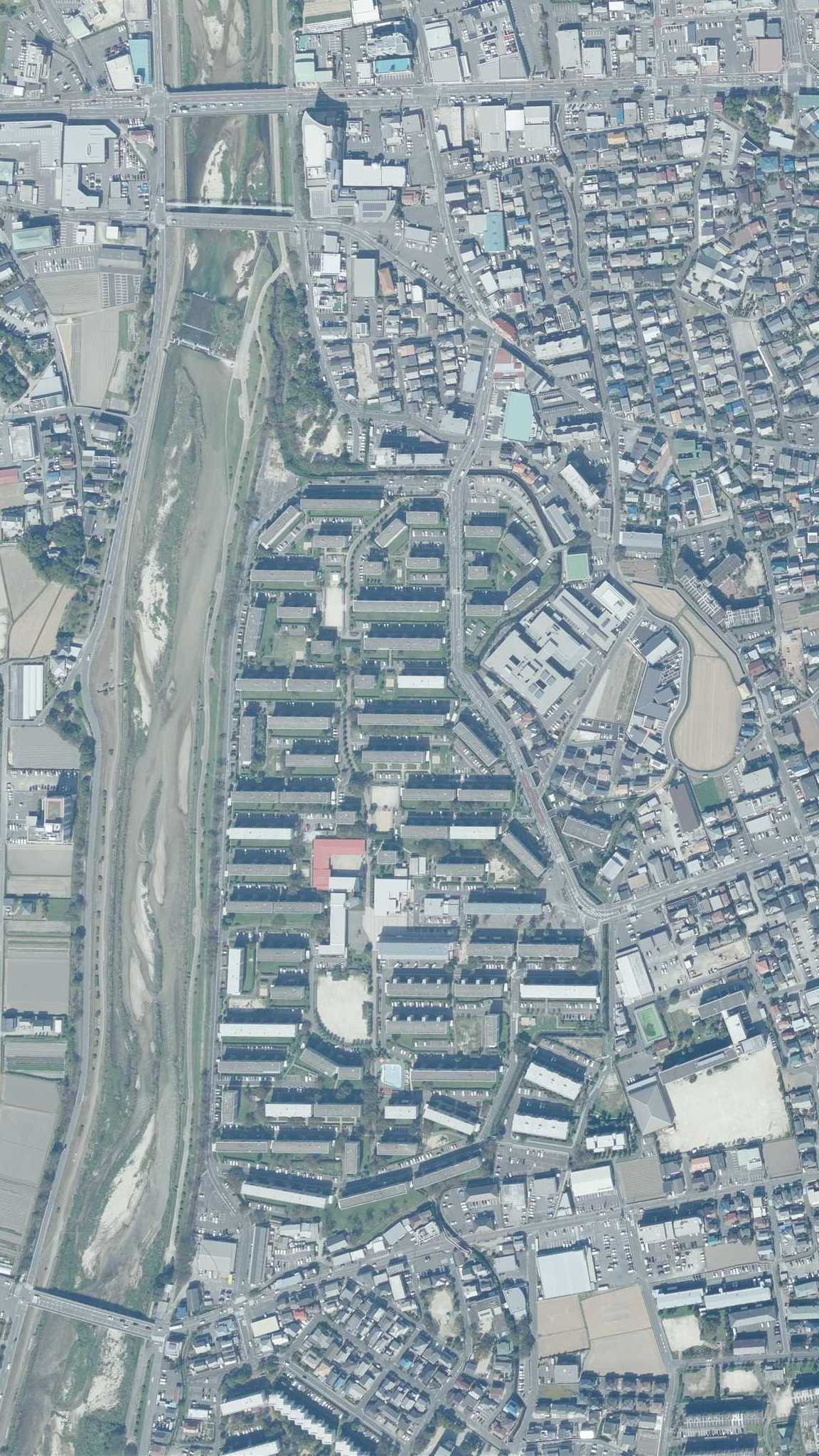
土地利用の状況

福岡市の「都心部」の「都心核」の一つとされる中央区天神地区の西南西約7.3キロメートル、早良区のやや北部に位置する。北で小田部及び大字橋本と、東及び南で有田と、西で室見川を介して西区橋本及び福重と隣接する。町域内は主に都市再生機構（UR）の住宅地（賃貸の共同住宅、写真）として土地利用がなされている。

### 河川
町域の西側に室見川（二級河川）が接している。

河川の写真
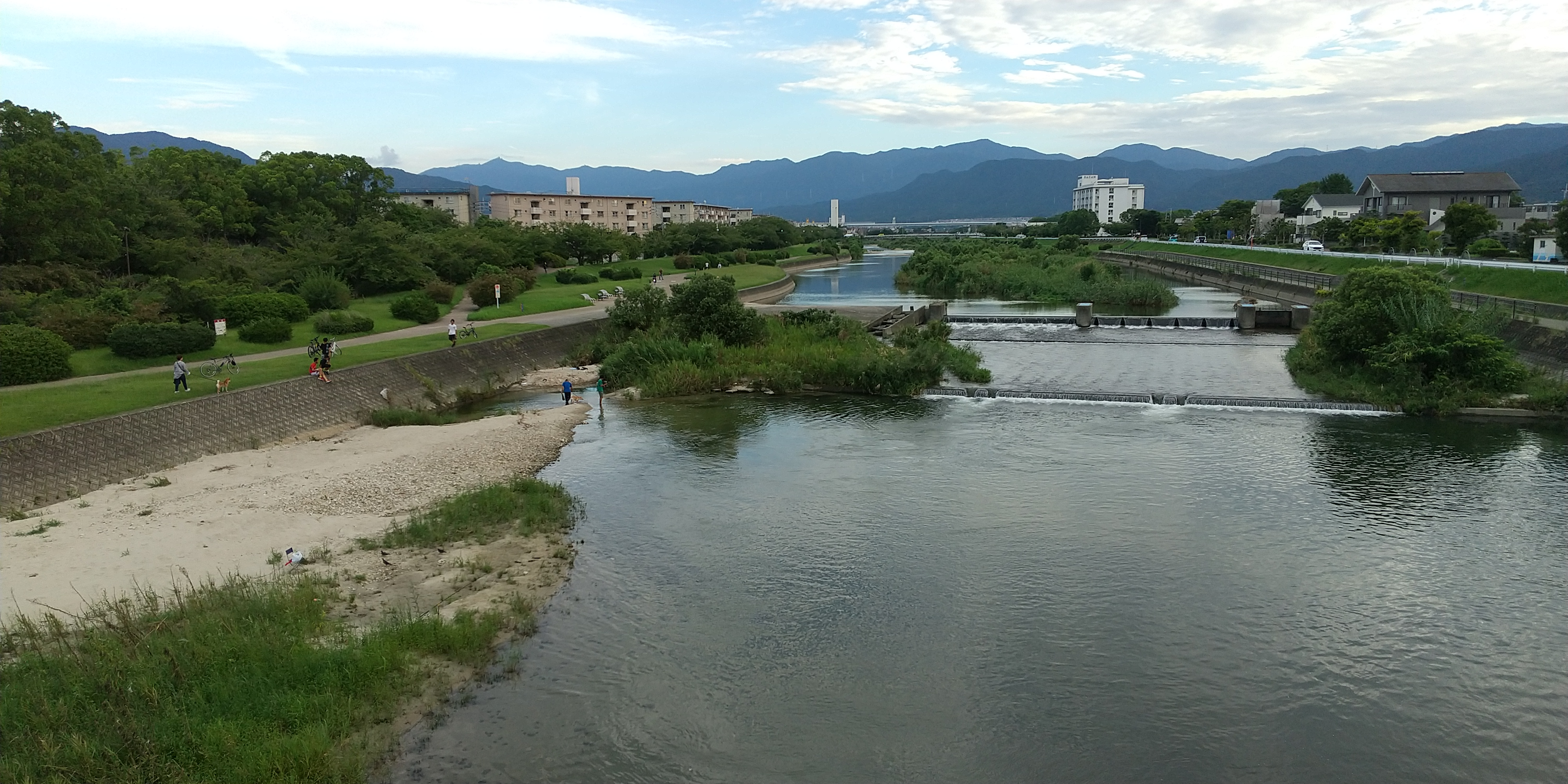
室見川（福重橋の上流側、左：早良区小田部及び室住団地、右：西区福重及び橋本）
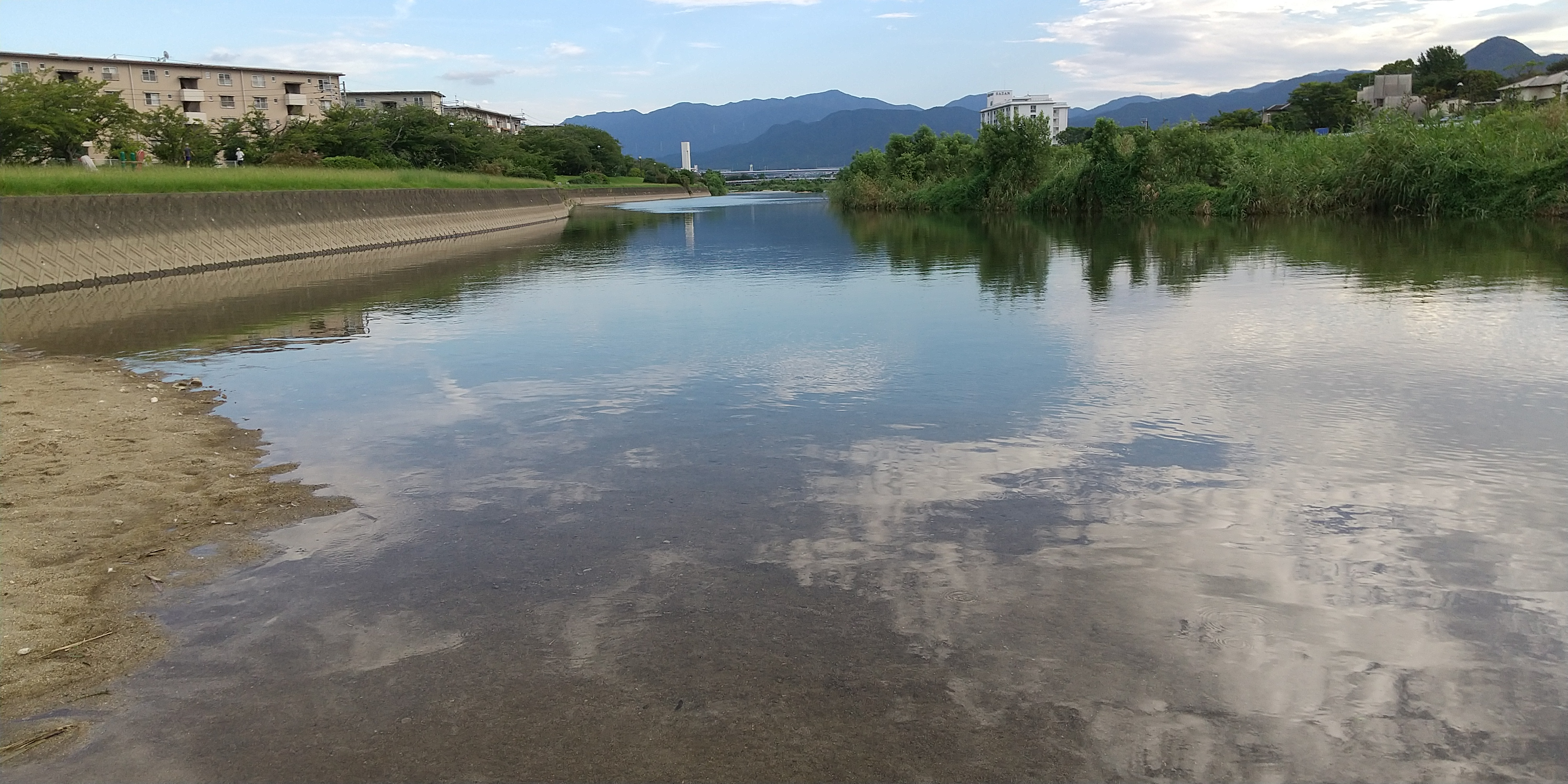
室見川（浜井手堰の上流側、左：早良区小田部及び室住団地、右：西区福重及び橋本）

### 都市計画
都市計画について「福岡市都市計画マスタープラン」において定められた方針については次のとおりである。環境資源に関しては、室見川の河川沿いが散策・憩いの場となるとともに、緑と広がりのある景観が連続したゆとりと潤いのある水辺空間として「河川緑地軸」に位置付けられている。交通ネットワークについては、町域に接する幹線道路はないが、北方（約320メートル）には都市の骨格となる国道202号（今宿新道）が、南方（約50メートル）には幹線道路である福岡県道561号周船寺有田線が通っており、これらの沿道は、商業施設、業務施設、サービス施設や中高層住宅などが連続した「都市軸」や「沿道軸」に位置付けられている。土地利用については、大規模な住宅団地などで形成される「中高層住宅ゾーン」に分類されており、良好な住環境の保全・形成や大規模団地などの老朽化に対する適切な対応がまちづくりの視点とされている。用途地域は、町域の大部分が第一種中高層住居専用地域に指定されている。

## 歴史
1970年（昭和45年）に日本住宅公団（都市再生機構の前身）により大規模賃貸住宅団地として室住団地（総戸数：2,262戸）が建設された。

## 人口
室住団地の人口の推移を福岡市の住民基本台帳（公称町別）に基づき示す（単位：人）。集計時点は各年9月末現在である。
- 2001年（平成13年）：4,945
- 2002年（平成14年）：4,888
- 2003年（平成15年）：4,871
- 2004年（平成16年）：4,839
- 2005年（平成17年）：4,809
- 2006年（平成18年）：4,785
- 2007年（平成19年）：4,706
- 2008年（平成20年）：4,662
- 2009年（平成21年）：4,569
- 2010年（平成22年）：4,540
- 2011年（平成23年）：4,462
- 2012年（平成24年）：4,436
- 2013年（平成25年）：4,378
- 2014年（平成26年）：4,263
- 2015年（平成27年）：4,232
- 2016年（平成28年）：4,171
- 2017年（平成29年）：4,122
- 2018年（平成30年）：4,069
- 2019年（令和元年）：4,026
- 2020年（令和2年）：3,889
- 2021年（令和3年）：3,821
- 2022年（令和4年）：3,783

## 交通

### 鉄道
町域内には鉄道は通っていないが、福岡市地下鉄七隈線の次の駅が最も近い。
- 橋本駅（距離は道程で約1.0～1.9キロメートル）
- 次郎丸駅（距離は道程で約1.1～1.7キロメートル）

### バス
バスについては、西日本鉄道株式会社が運営するバスが運行しており、4系統の路線が乗り入れる。
◯藤崎・西新方面
- 2番(下り室住団地、野方行きは2-3番) 野方～室住団地～原～藤崎～西新～天神三丁目

壱岐、金武営業所による共同運行
- 8番 室住団地～原北中学校前～室見団地～南庄～藤崎

金武、百道浜営業所による共同運行
◯天神・博多駅方面 
- 203番 野方～室住団地～原～六本松～天神～博多駅
- 503番 野方～室住団地～原北中学校前～室見団地～愛宕ランプ～都市高速～天神～博多駅

壱岐営業所による運行。野方発着で203→503、503→203の天神ループ系統便が一部あり。
室住団地バス停は、ロータリー式でバス2台分の待機スペースがあり、折り返し可能な構造であるため、当バス停を始発・終点とする便が一部存在する。特に都市高速経由の503番系統は室住団地を境に利用者が増え、都心方面行きは平日朝の通勤ラッシュ時間帯に最大5分間隔で運行される。日中の時間帯においても、2・203番を含めた都心方面行きの本数は、毎時おおむね6～8便程度あり充実している。
団地内と周辺に次の停留所がある。
- 美室団地口(団地南側)
- 室住団地(団地中央)
- 小田部四丁目(団地北側 503番系統のみ乗降可)

### 道路
主な幹線道路などは次の通り。

#### 都市高速道路
都市高速道路としては、福岡高速道路の福岡高速環状線が町域の西方より南方へ彎曲しながら通っており、町外ではあるが、最寄りの出入り口は次のとおりである。
- 石丸入口（外回り入口の所在地：石丸二丁目北緯33度34分19.2秒 東経130度19分0.2秒 / 北緯33.572000度 東経130.316722度、距離は道程で約2.6キロメートル、行先：姪浜方面）及び福重出口（内回り出口の所在地：福重三丁目北緯33度34分13.1秒 東経130度19分1.5秒 / 北緯33.570306度 東経130.317083度、距離は道程で約1.9キロメートル、石丸入口に対応する出口）
- 福重出入口（内回り入口の所在地：福重二丁目北緯33度33分56.6秒 東経130度19分5.7秒 / 北緯33.565722度 東経130.318250度、距離は道程で約1.7キロメートル、外回り出口の所在地：橋本一丁目北緯33度33分41.9秒 東経130度19分7.6秒 / 北緯33.561639度 東経130.318778度、距離は道程で約2.0キロメートル）
- 野芥出入口（外回り入口の所在地：賀茂二丁目北緯33度32分56.2秒 東経130度20分35.3秒 / 北緯33.548944度 東経130.343139度、距離は道程で約2.4キロメートル、距離は道程で約2.5キロメートル、内回り入口の所在地：野芥一丁目北緯33度32分50.7秒 東経130度20分59秒 / 北緯33.547417度 東経130.34972度、距離は道程で約3.1キロメートル、外回り出口の所在地：野芥一丁目北緯33度32分49.8秒 東経130度20分58.9秒 / 北緯33.547167度 東経130.349694度、距離は道程で約3.0キロメートル、内回り出口の所在地：賀茂二丁目北緯33度32分57.1秒 東経130度20分35.4秒 / 北緯33.549194度 東経130.343167度、距離は道程で約2.7キロメートル）

#### 国道
町域に接する国道はないが、北方の近く（約320メートル）に次の道路が通っている。
- 国道202号（福岡市道路愛称：今宿新道）

#### 県道
町域に接する県道はないが、南方の近く（約50メートル）に次の道路が通っている。
- 福岡県道561号周船寺有田線

#### 市道
福岡市が管理する市道の主要なものは次のとおりである。
- 市道原小田部線（幹線一級市町村道）
- 室住団地1367号線（西側の室見川沿い）

なお、住宅団地の区域内を区画する通路は道路法等に基づく道路ではなく、いわゆる「団地内通路」である。

## 施設

### 公共・公益施設
公共施設として次の施設がある。
- 福岡市有住公民館[注釈 3]
- 室住団地集会所[注釈 4]

公園については、都市再生機構（UR）が管理する運動公園や緑地等が団地内の各所に配置されており、また、町域内の施設ではないが福岡市の「室見川河畔公園」が隣接しており、一体的に利用されている。

なお、町名の室住団地を施設名に含む「福岡室住団地郵便局」は東に隣接する有田七丁目（18番25号）にある。

公共・公益施設の写真
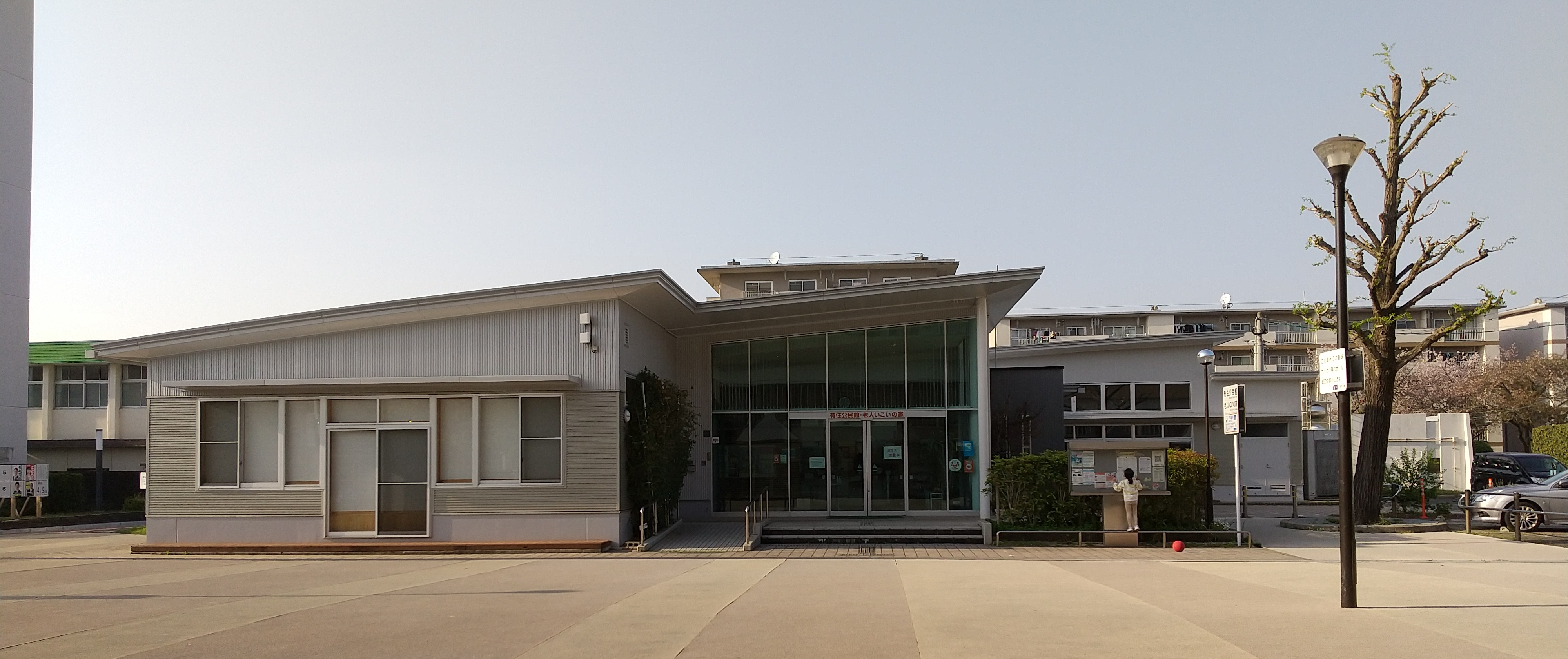
福岡市有住公民館
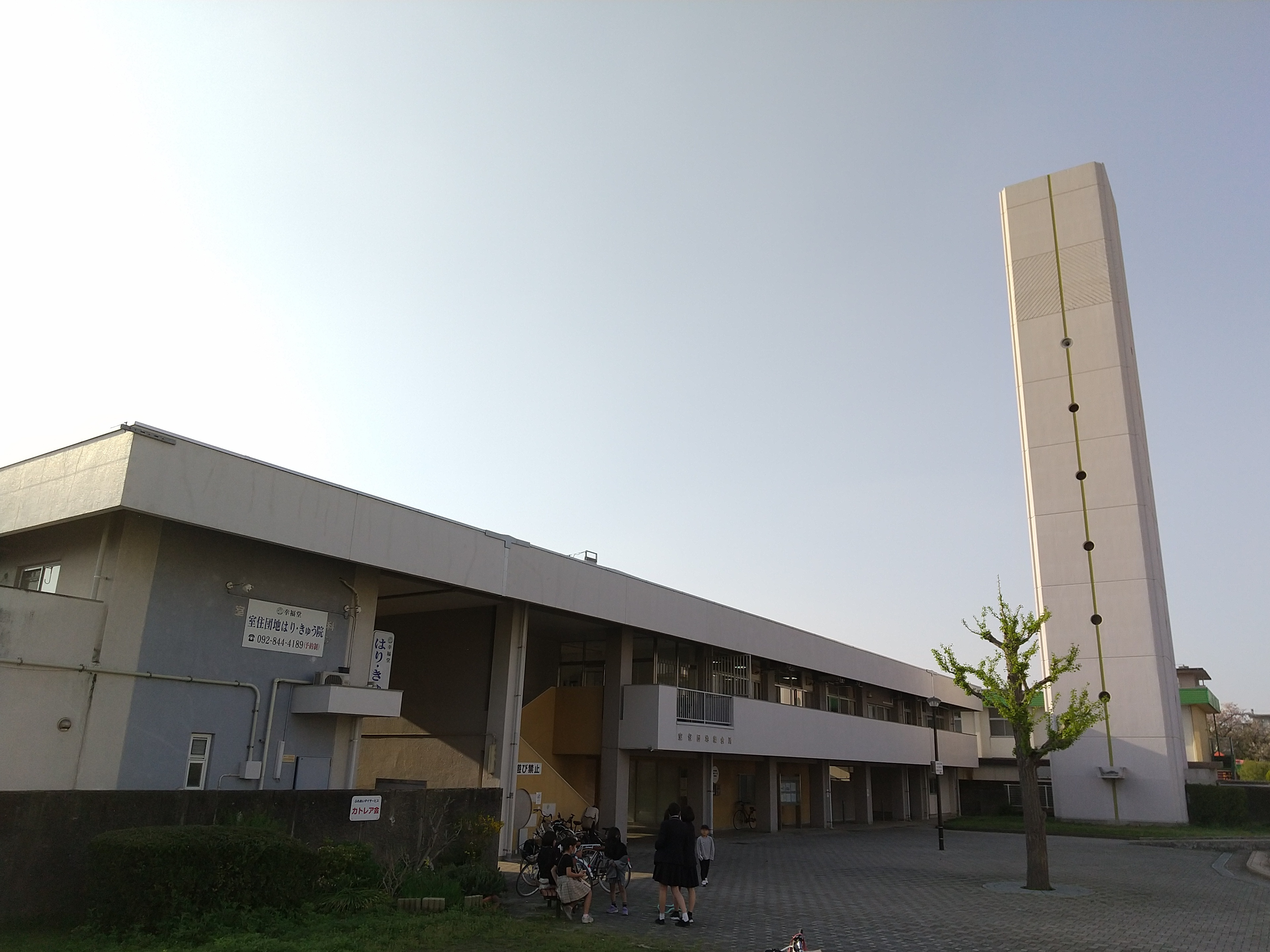
室住団地集会所

### 学校
町域内に小・中学校は存在しないが、校区については、小学校区、中学校区についてそれぞれ次の学校の校区に属する。
- 小学校：福岡市立有住小学校（所在地：有田七丁目17番1号）
- 中学校：福岡市立西福岡中学校（所在地：小田部三丁目32番1号）

幼稚園については次の施設がある。
- むろずみこども園（所在地：室住団地48番1号、「むろずみ幼稚園」と「むろずみ保育園」を併設した施設）

学校の写真
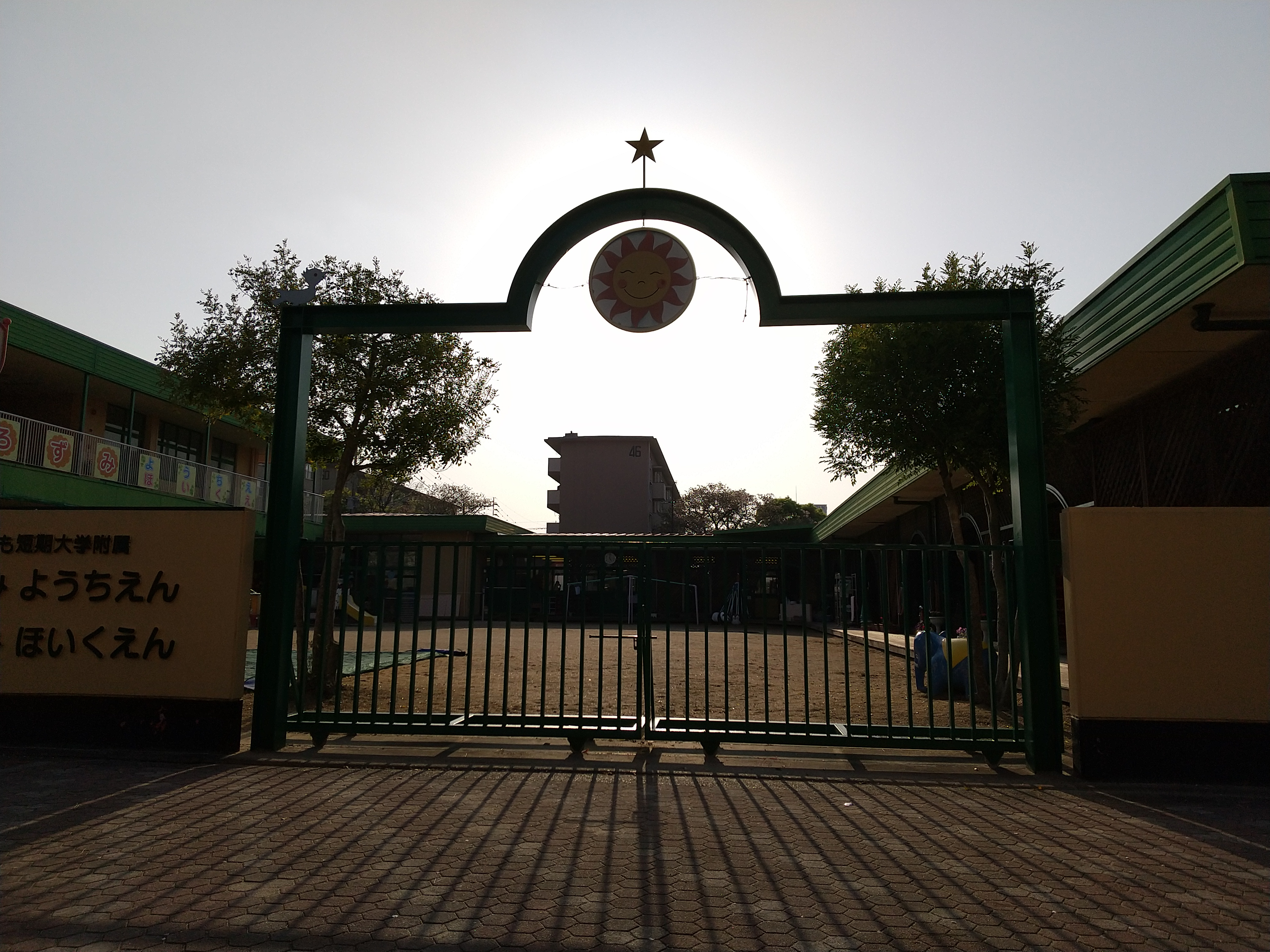
むろずみこども園（むろずみ幼稚園・保育園）

### 商業施設
町域内に「室住団地商店街」があるが、隣接する有田に多い商業施設との関係が強い。また、西区橋本のショッピングモール「木の葉モール橋本」も直線距離で約1キロメートルと近く、利便性が高い。

商業施設の写真
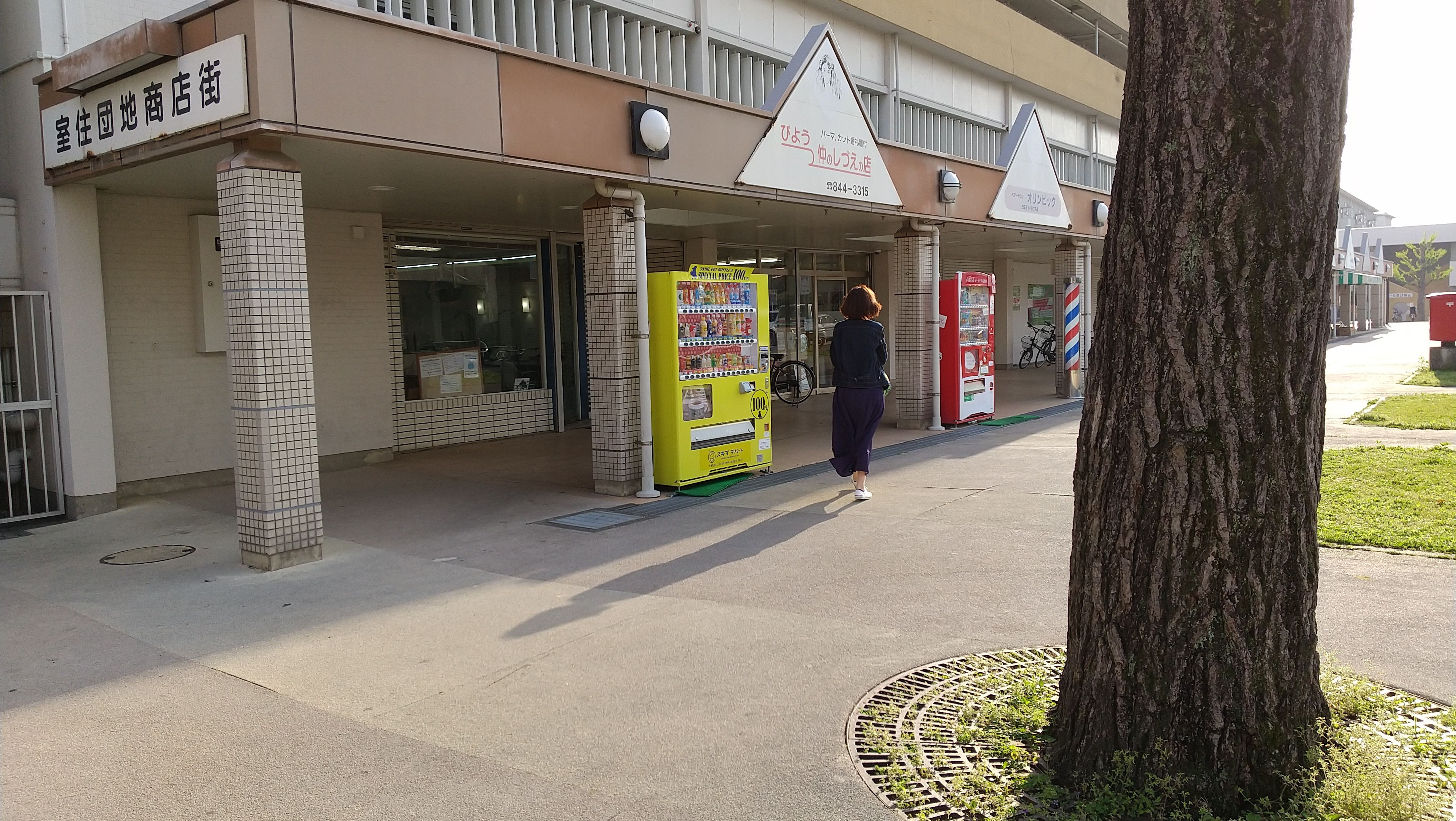
室住団地商店街